# Pfarrkirche St. Ulrich an der Goding

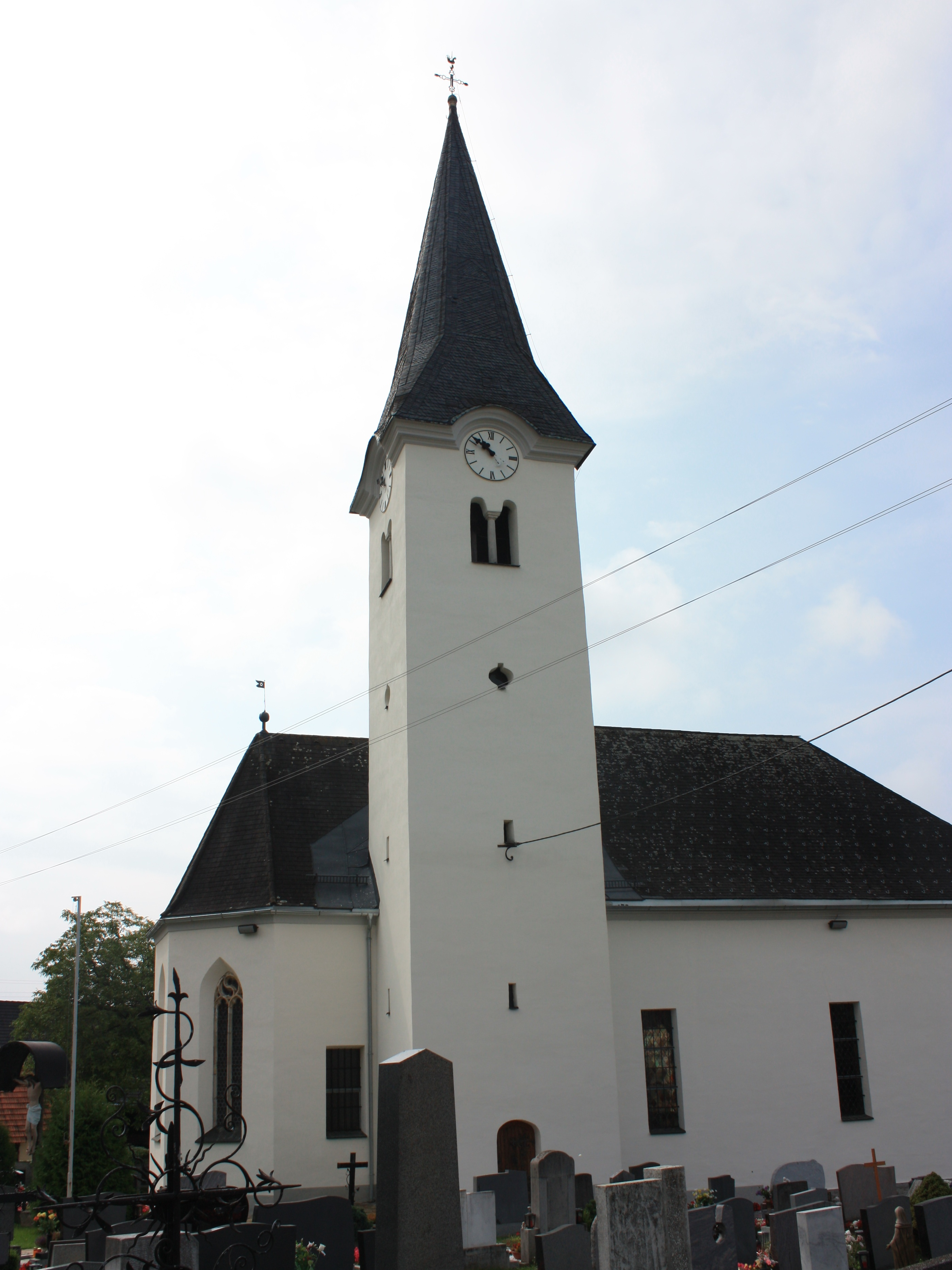
Katholische Pfarrkirche hl. Ulrich in St. Ulrich an der Goding

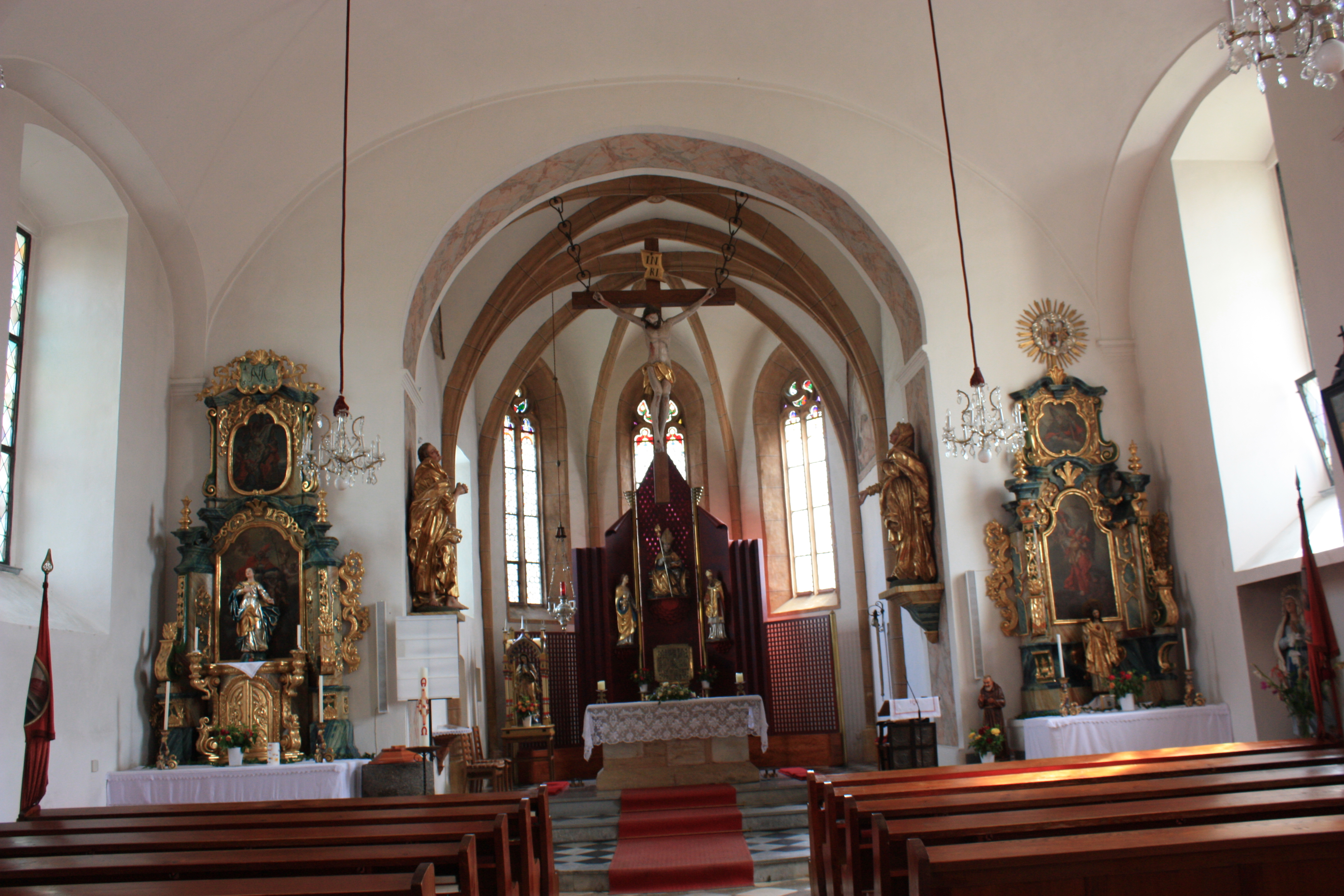
Langhaus: Blick zum Chor

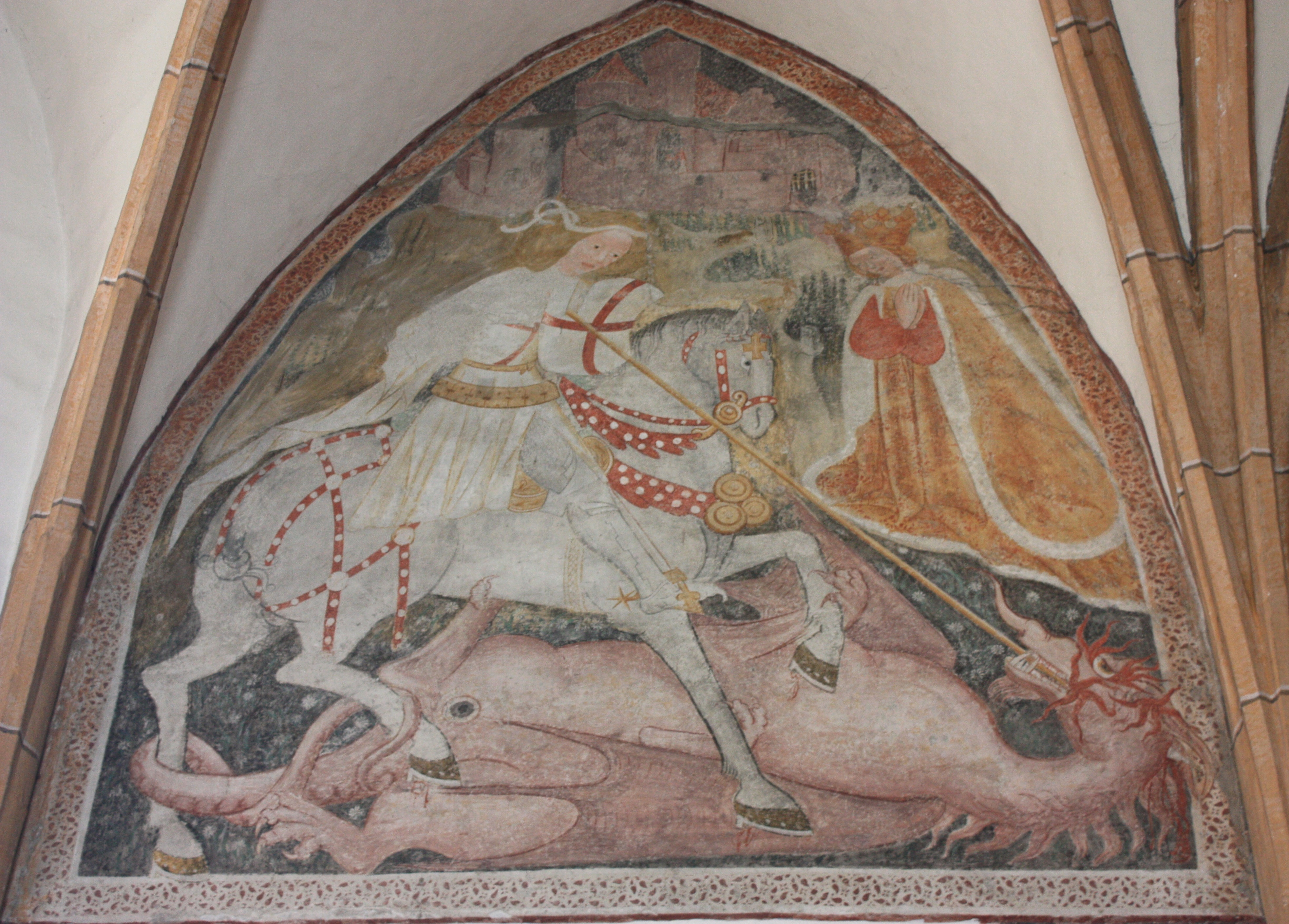
Chor: Wandmalerei Drachenkampf des hl. Georg

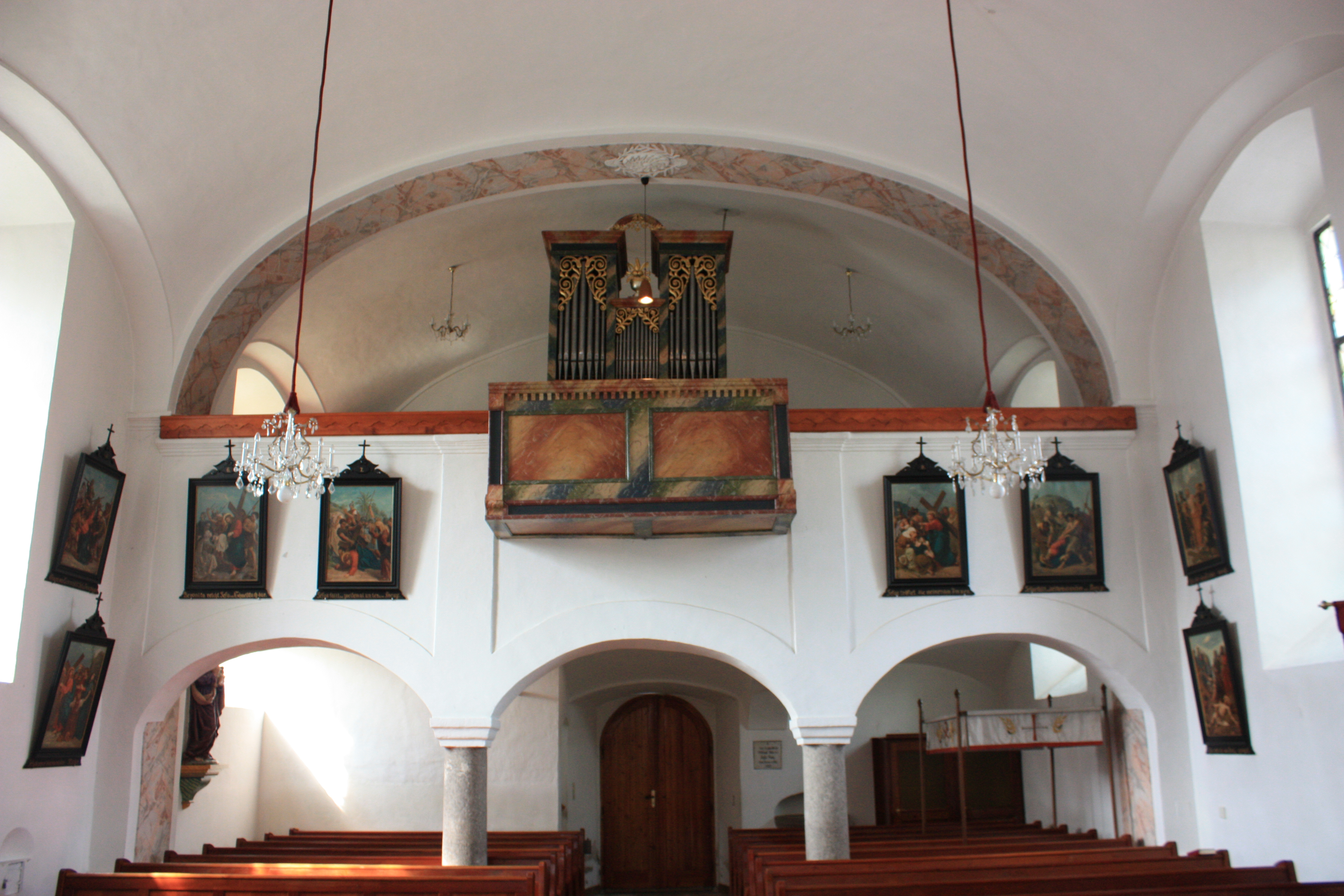
Langhaus: Blick zur Orgelempore

Die Pfarrkirche St. Ulrich an der Goding steht in St. Ulrich an der Goding am Fuße der Koralpe östlich in der Stadtgemeinde Sankt Andrä im Bezirk Wolfsberg in Kärnten. Die römisch-katholische Pfarrkirche mit dem Patrozinium Ulrich von Augsburg gehört zum Dekanat St. Andrä in der Diözese Gurk-Klagenfurt. Die Kirche und der Friedhof stehen unter Denkmalschutz (Listeneintrag).

## Geschichte
Urkundlich wurde 1313 eine Kirche genannt. 1676 war ein Brand. 1996 erfolgte eine Innenfärbelung und eine Neuanordnung der Ausstattung.

## Architektur
Der im Kern teils gotische und barockisierte Kirchenbau ist von einer Friedhofsmauer umgeben. Der Nordturm hat Zwillingsschallfenster und trägt einen Spitzhelm. Der Chor ist polygonal. Der südliche Sakristeianbau ist zweigeschoßig. Das Westportal ist rundbogig.
Das Kircheninnere zeigt sich als dreijochiges Langhaus unter barocken Platzlgewölben zwischen Gurtbögen und Pilastern. Die dreiachsige Westempore auf Säulen ist mit Platzln unterwölbt und zeigt wohl zur Erweiterung der Empore die Inschrift ... Unter dem Kayser Franz zum Zweiten 1821. Der barocke Triumphbogen ist rundbogig. Der gotische eingezogene einjochige Chor aus dem ersten Drittel des 15. Jahrhunderts hat einen Fünfachtelschluss und ein Kreuzrippengewölbe auf Runddiensten und Schlusssteine reliefiert mit Christuskopf und Rosette. Der Chor hat drei zweibahnige gotische Maßwerkfenster aus dem 15. Jahrhundert mit Fischblasenmaßwerk. Die südliche Sakristei hat ein Tonnengewölbe mit springenden Stichkappen aus dem 17. Jahrhundert, sie hat westlich ein Portal mit Sturz und eisenbeschlagener Tür. 
Es gibt Reste von Wandmalereien aus dem zweiten Viertel des 15. Jahrhunderts: An der Chornordwand ein Fragment Lebendes Kreuz, an der Chorsüdwand im Bogenfeld Drachenkampf des hl. Georg, Reste des Gewandes von zwei Heiligen, und die Stiftungsinschrift eines hans vogan.

## Ausstattung
Die Hochaltarmensa ist eine Monolithplatte von Josef Klimbacher 1986. An der Chornordwand sind eine spätgotische Schnitzfigur thronender hl. Ulrich um 1480/1490 und die Seitenfiguren Barbara und Blasius vom ehemaligen neugotischen Hochaltar 1889 von Alois Progar, davon die Figur hl. Ulrich an der Langhauswand.
Das barocke Triumphbogenkruzifix ist aus der zweiten Hälfte des 18. Jahrhunderts an der Laibung lebensgroße Statuen der hl. Maria und Maria Magdalena um 1725. Der linke Seitenaltar aus 1752 zeigt das Altarblatt hl. Ulrich und trägt einen Tabernakel aus der Mitte des 18. Jahrhunderts. Der rechte Seitenaltar aus der Mitte des 18. Jahrhunderts zeigt das Altarblatt hl. Michael und trägt einen Tabernakel aus der zweiten Hälfte des 17. Jahrhunderts.
1999 wurde die Orgel restauriert. Eine Glocke nennt Georg Seisser 1643.